# Gadila singaporensis
Gadila singaporensis is een Scaphopodasoort uit de familie van de Gadilidae. De wetenschappelijke naam van de soort is voor het eerst geldig gepubliceerd in 1898 door Sharp & Pilsbry in Pilsbry & Sharp.